# 马尔坎托尼奥·德拉·托雷
马尔坎托尼奥·德拉·托雷（義大利語：Marcantonio della Torre，1481年—1511年）是一位文艺复兴时期的意大利解剖学家，在帕维亚大学和帕多瓦大學任教，期间曾与列奥纳多·达·芬奇共事，创作了许多人体解剖图，乔尔乔·瓦萨里和保罗·乔维奥都宣称获得了这些解剖图，但没有留存到现代。